# 고양시의 국회의원
이 문서는 고양시의 국회의원에 대해 서술한다.

## 행정구역 변천
- 1945년 8월 15일 경기도 고양군
- 1949년 8월 13일 고양군 은평면이 서울시 서대문구에, 숭인면은 서울시 성북구에, 뚝도면은 서울시 성동구에 각각 편입
- 1980년 12월 1일 고양군 중면이 일산읍으로 승격
- 1985년 10월 1일 신도읍이 화전읍으로 분면
- 1992년 2월 1일 경기도 고양시
- 1996년 3월 1일 구제 실시로 덕양구·일산구 설치

## 고양시의 역대 국회의원
| 대수         | 이름           | 소속정당           | 임기                               | 선거구역                                                        |
| ------------ | -------------- | ------------------ | ---------------------------------- | --------------------------------------------------------------- |
| 제1대        | 서성달(徐成達) | 대한독립촉성국민회 | 1948년 5월 31일 - 1950년 5월 30일  | 고양군 갑: 은평면, 숭인면                                       |
| 제1대        | 최국현(崔國鉉) | 대한독립촉성국민회 | 1948년 5월 31일 - 1950년 5월 30일  | 고양군 을: 신도면, 원당면, 지도면, 중면, 송포면, 벽제면, 뚝도면 |
| 제2대        | 최국현(崔國鉉) | 대한독립촉성국민회 | 1950년 5월 31일 - 1954년 5월 30일  | 고양군 일원(신도면, 원당면, 지도면, 중면, 송포면, 벽제면)       |
| 제3대        | 한동석(韓東錫) | 자유당             | 1954년 5월 31일 - 1956년 8월 3일   | 고양군 일원(제5선거구)                                          |
| 제3대        | 이성주(李成株) | 자유당             | 1956년 11월 6일 - 1958년 5월 30일  | 고양군 일원(제5선거구)                                          |
| 제4대        | 이성주(李成株) | 자유당             | 1958년 5월 31일 - 1960년 7월 28일  | 고양군 일원(제5선거구)                                          |
| 제5대 민의원 | 유광렬(柳光烈) | 무소속             | 1960년 7월 29일 - 1961년 5월 16일  | 고양군 일원(제5선거구)                                          |
| 제6대        | 신윤창(申允昌) | 민주공화당         | 1963년 12월 17일 - 1967년 6월 30일 | 고양군·파주군 일원(제11선거구)                                  |
| 제7대        | 신윤창(申允昌) | 민주공화당         | 1967년 7월 1일 - 1971년 6월 30일   | 고양군·파주군 일원(제11선거구)                                  |
| 제8대        | 김유탁(金裕琸) | 민주공화당         | 1971년 7월 1일 - 1972년 10월 17일  | 고양군 일원(제13선거구)                                         |
| 제9대        | 김재춘(金在春) | 민주공화당         | 1973년 3월 12일 - 1979년 3월 11일  | 고양군·김포군·강화군 일원(제7선거구)                            |
| 제9대        | 김유탁(金裕琸) | 민주공화당         | 1973년 3월 12일 - 1979년 3월 11일  | 고양군·김포군·강화군 일원(제7선거구)                            |
| 제10대       | 오홍석(吳洪錫) | 신민당             | 1979년 3월 12일 - 1980년 10월 27일 | 고양군·김포군·강화군 일원(제7선거구)                            |
| 제10대       | 김유탁(金裕琸) | 민주공화당         | 1979년 3월 12일 - 1980년 10월 27일 | 고양군·김포군·강화군 일원(제7선거구)                            |
| 제11대       | 이용호(李龍鎬) | 민주정의당         | 1981년 4월 11일 - 1985년 5월 12일  | 파주군·고양군 일원(제11선거구)                                  |
| 제11대       | 이영준(李英駿) | 민주한국당         | 1981년 4월 11일 - 1985년 5월 12일  | 파주군·고양군 일원(제11선거구)                                  |
| 제12대       | 이용호(李龍鎬) | 민주정의당         | 1985년 5월 13일 - 1988년 5월 29일  | 파주군·고양군 일원(제9선거구)                                   |
| 제12대       | 이영준(李英駿) | 민주한국당         | 1985년 5월 13일 - 1988년 5월 29일  | 파주군·고양군 일원(제9선거구)                                   |
| 제13대       | 이택석(李澤錫) | 신민주공화당       | 1988년 5월 30일 - 1992년 5월 29일  | 고양군 일원                                                     |
| 제14대       | 이택석(李澤錫) | 민주자유당         | 1992년 5월 30일 - 1996년 5월 29일  | 고양시 일원(고양군 선거구)                                      |

## 같이 보기
- 서울 은평구의 국회의원
- 서울 서대문구의 국회의원
- 서울 마포구의 국회의원
- 서울 성동구의 국회의원
- 김포시의 국회의원
- 파주시의 국회의원
- 고양군 (1988년 선거구)
- 고양시 덕양구 (선거구)
- 고양시 일산구 (선거구)
- 고양시 덕양구 갑
- 고양시 덕양구 을
- 고양시 일산구 갑
- 고양시 일산구 을
- 고양시 일산동구 (선거구)
- 고양시 일산서구 (선거구)
- 고양시 갑
- 고양시 을
- 고양시 병
- 고양시 정
- 고양시 덕양구의 국회의원
- 고양시 일산구의 국회의원
- 고양시 일산동구의 국회의원
- 고양시 일산서구의 국회의원